# Gene Dynarski
Eugene Fredrick Dynarski (* 13. September 1933 in Brooklyn, New York City; † 27. Februar 2020 in Studio City, Los Angeles) war ein US-amerikanischer Schauspieler.

## Leben
Gene Dynarski arbeitete in unterschiedlichen Jobs und diente in der United States Navy, bevor er nach Los Angeles zog, um Schauspieler zu werden. Über den Castingdirector Lynn Stalmaster konnte er sich ab Mitte der 1960er als Neben- und Gastdarsteller in unterschiedlichen Fernsehserien etablieren. So spielte er in Fernsehserien wie Batman, Kobra, übernehmen Sie und Bonanza mit.
Einem größeren Publikum wurde er durch seinen Auftritt in der Sitcom Seinfeld bekannt. Dort spielte er 1997 als Izzy Mandelbaum Jr. in zwei Folgen den Sohn des durch Lloyd Bridges gespielten Izzy Mandelbaum. In Star Trek wirkte er in drei unterschiedlichen Rollen in Raumschiff Enterprise und Raumschiff Enterprise – Das nächste Jahrhundert mit.
Mit The Gene Dynarski Theatre gründete er 1979 in Los Angeles sein eigenes Theater. Das erste von ihm aufgeführte Theaterstück war Süßer Vogel Jugend von Tennessee Williams mit Ed Harris in der Hauptrolle. Auch Hollywoodgrößen wie Tom Hanks und Elisabeth Shue traten dort auf. Das Theater selbst wurde Mitte der 1990er Jahre geschlossen. Für eine seiner Aufführungen wurde er mit dem Los Angeles Drama Critics Circle Award als Bester Hauptdarsteller ausgezeichnet.
Am 27. Februar 2020 starb Dynarski im Alter von 86 Jahren im Studio City Rehabilitation Center. Sein Tod selbst wurde erst durch den Dramatiker Ernest Kearney am 24. April 2020 medial bekannt gegeben.

## Filmografie (Auswahl)
- 1965–1967: Die Seaview – In geheimer Mission (Voyage to the bottom of the sea, Fernsehserie, zwei Folgen)
- 1966: Batman (Fernsehserie, zwei Folgen)
- 1966–1967: Kobra, übernehmen Sie (Mission: Impossible, Fernsehserie, zwei Folgen)
- 1966–1969: Raumschiff Enterprise (Star Trek, Fernsehserie, zwei Folgen)
- 1967: Gefährlicher Alltag (Felony Squad, Fernsehserie, eine Folge)
- 1968: Ihr Auftritt, Al Mundy (It Takes a Thief, Fernsehserie, eine Folge)
- 1969–1972: Bonanza (Fernsehserie, zwei Folgen)
- 1971: Duell
- 1974: Erdbeben (Earthquake)
- 1974: Giganten am Himmel (Airport 1975)
- 1976: Die Unbestechlichen (All the President's Men)
- 1977: Unheimliche Begegnung der dritten Art (Close Encounters of the Third Kind)
- 1984: Angriff ist die beste Verteidigung (Best Defense)
- 1985: Achtung, Dinosaurier! (Movers & Shakers)
- 1988: Raumschiff Enterprise – Das nächste Jahrhundert (Star Trek: The Next Generation, Fernsehserie, eine Folge)
- 1989: Die Traumtänzer (Breaking In)
- 1997: Seinfeld (Fernsehserie, zwei Folgen)
- 2000: Akte X – Die unheimlichen Fälle des FBI (The X-Files, Fernsehserie, eine Folge)